# Scalmicauda uniarculinea
Scalmicauda uniarculinea är en fjärilsart som beskrevs av Sergius G. Kiriakoff 1965. Scalmicauda uniarculinea ingår i släktet Scalmicauda och familjen tandspinnare. Inga underarter finns listade.